# Kahlsperg
Kahlsperg ist ein Dorf und ein Ortsteil in der Gemeinde Oberalm im Bezirk Hallein im Salzburger Land in Österreich.

## Geographische Lage
Kahlsperg liegt westlich vom Marktort Oberalm.

## Ortslagen in der Umgebung
Schloss Kahlsperg ist eine Ortslage westlich von Oberalm gelegen.

## Kultur und Sehenswürdigkeiten

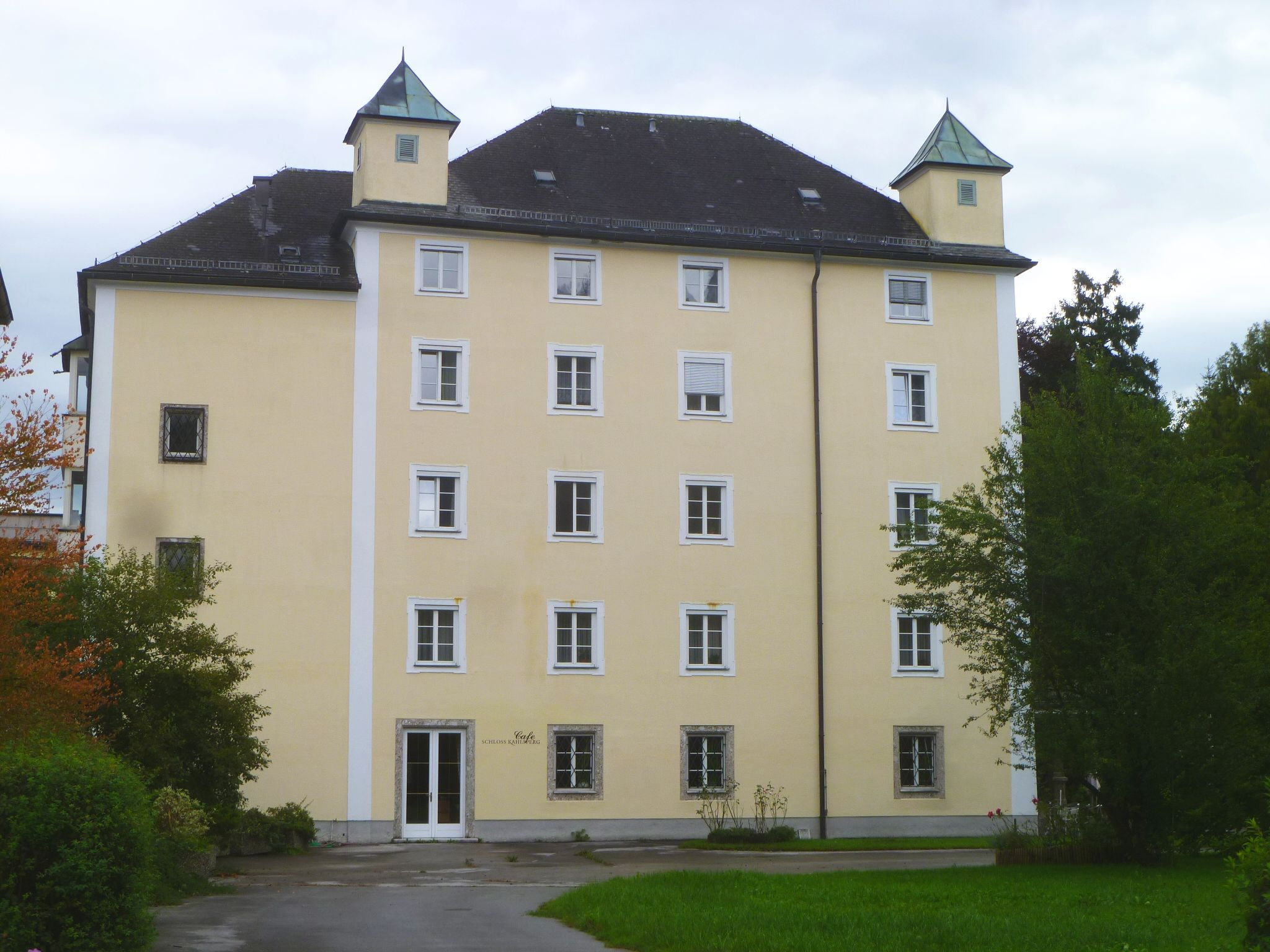
Schloss Kahlsperg

## Verkehr
Durch den Ortsteil führt die Kahlspergstraße, außerdem befindet sich hier die S-Bahn-Haltestelle Oberalm.